# Албрехт VI (Бавария-Лойхтенберг)
Вижте пояснителната страница за други личности с името Албрехт VI.
Албрехт VI Баварски, наричан Лойхтенберг (на немски: Albrecht VI von Bayern, der Leuchtenberger; * 26 февруари 1584, Мюнхен; † 5 юли 1666, Мюнхен) от династията Вителсбахи, e херцог на Бавария-Лойхтенберг.

## Биография
Албрехт VI е шестият син на баварския херцог Вилхелм V (1548 – 1626) и принцеса Рената Лотарингска (1544 – 1602), дъщеря на херцог Франц I от Лотарингия и датската принцеса Христина Датска.
На 26 февруари 1612 г. принц Албрехт се жени в Мюнхен за принцеса Мехтхилд фон Лойхтенберг (1588 – 1634), дъщеря на ландграф Георг IV Лудвиг фон Лойхтенберг и съпругата му принцеса Мария Саломе фон Баден-Баден. Чрез женитбата му с принцеса Мехтхилдис Албрехт получава през 1646 г. ландграфството Лойхтенберг, след изчезването по мъжка линия на ландграфовете от Лойхтенберг. Той обаче не се нарича ландграф, а херцог на Лойхтенберг. През 1650 г. той подменя Графство Хаг в Горна Бавария чрез брат си курфюрст Максимилиан I за Ландграфство Лойхтенберг. Лойхтенберг получава неговия племенник Максимилиан Филип Хиронимус (1638 – 1705), вторият син на брат му курфюрст Максимилиан I.
До раждането на племенника му Фердинанд Мария на 31 октомври 1636 г. Албрехт VI се смята за наследник на брат си курфюрст Максимилиан I на трона в Бавария. След смъртта на брат му Максимилиан I през 1651 г. херцог Албрехт е държавен администратор и регент на Фердинанд Мария от 1651 – 1654 г.
Албрехт умира на 5 юли 1666 г. в Мюнхен и е погребан в църквата Валфарт в Алтьотинг.

## Деца
Албрехт VI и Метхилд имат пет деца:
- Мария Рената (1616−1630), херцогиня на Бавария-Лойхтенберг
- Карл Йохан Франц (1618−1640), херцог на Бавария-Лойхтенберг
- Фердинанд Вилхелм (1620−1629), херцог на Бавария-Лойхтенберг
- Максимилиан Хайнрих (1621−1688), от 1650 г. курфюрст и архиепископ на Кьолн
- Албрехт Сигисмунд (1623−1685), епископ на Регенсбург и Фрайзинг